# Sadelöverdrag
Sadelöverdrag är ett stycke som träs över cykelsadeln. Vanligast är irländskt fårskinn men även andra material, som galon, tyg och läder förekommer.
Fårpälsöverdragen har, förutom att de skyddar originalsadeln, även effekten att sadeln hålls varm vid kyla och sval vid hetta.